# Sandy Andolong
Alexandra Andolong (8 de octubre de 1961, Manila), conocida artísticamente como Sandy Andolong es una actriz filipina.

## Filmografía
- Victor Corpuz (1987)
- Nakagapos Na Puso (1986)
- Muling Buksan Ang Puso(1985)
- Sa Hirap At Ginhawa (1984)
- Broken Marriage (1983)

## Programas De Televisión
- Asian Treasures
- Now and Forever: Tinig
- Fantastikids
- Darna
- Spirits
- Twin Hearts
- Arriba, Arriba!
- Ganyan Kita Kamahal